# Drużynowe Mistrzostwa Polski 85–125 cm³ w Miniżużlu 2020
Drużynowe Mistrzostwa Polski 85–125 ccm na Żużlu 2020 – rozegrane w sezonie 2020 drużynowe mistrzostwa Polski miniżużlowców.
Rozegrano 4 rundy. Za poszczególne miejsca w turniejach przyznawano następujące ilości punktów: 1. miejsce - 6, 2. - 5, 3. - 4, 4. - 3, 5. - 2, 6, - 1, 7. - 0. W przypadku gdy drużyny remisowały między sobą, sumę punktów dzielono pomiędzy nie.

## Terminarz
- Runda 2. - 5 września, Wawrów[1]
- Runda 3.. - 12 września, Bydgoszcz[2]
- Runda 1. - 10 października, Częstochowa[3]
- Runda 4. - 18 października, Rybnik[4]

## Składy drużyn
- MKMŻ Rybki Rybnik - Szymon Ludwiczak (41 punktów), Paweł Wyszczok (16), Marcel Kowolik (28), Szymon Tomaszewski (16)
- UKS Speedway Rędziny - Wiktor Andryszczak (31), Miłosz Kowalski (28), Krystian Gręda (28)
- SSSM Stal Toruń - Antoni Kawczyński (37), Mikołaj Duchiński (23), Ksawery Słomski (12), Eryk Kamiński (4)
- GUKS Speedway Wawrów - Maksymilian Kostera (23), Kewin Nyczk (23), Mikołaj Krok (16), Filip Bęczkowski (13)
- BTŻ Polonia Bydgoszcz - Maksymilian Pawełczak (21), Maciej Kurzawski (20), Wiktor Jasiński (14), Adam Putkowski (9), Jakub Malina (6)[5]
- Włókniarz Częstochowa - Kacper Halkiewicz (30), Paweł Caban (19), Patryk Chorążkiewicz (6), Bartosz Śmigielski (2), Alan Ciurzyński (2)
- Spartan Przemyśl - Oskar Kręglicki (17), Kacper Woźniak (4), Piotr Piotrowski-Prędki (4), Jakub Malina (4), Dominik Woźniak (0)[6]

## Klasyfikacja końcowa
| Poz | Klub                        | WAW | BYD | CZE | RYB | Punkty | Małych pkt. |
| --- | --------------------------- | --- | --- | --- | --- | ------ | ----------- |
| 1   | MKMŻ Rybki Rybnik           | 23  | 30  | 27  | 21  | 22     | 101         |
| 2   | UKS Speedway Rędziny        | 25  | 21  | 22  | 19  | 18,5   | 87          |
| 3   | SSSM Stal Toruń             | 13  | 18  | 20  | 25  | 13,5   | 76          |
| 4   | GUKS Speedway Wawrów        | 19  | 16  | 20  | 20  | 12,5   | 75          |
| 5   | BTŻ Polonia Bydgoszcz       | 20  | 19  | 12  | 19  | 11,5   | 70          |
| 6   | Bocar Włókniarz Częstochowa | 15  | 12  | 16  | 16  | 6      | 59          |
| 7   | Spartan Przemyśl            | 0   | 9   | 0   | 0   | 0      | 9           |